# 奇维塔韦基亚

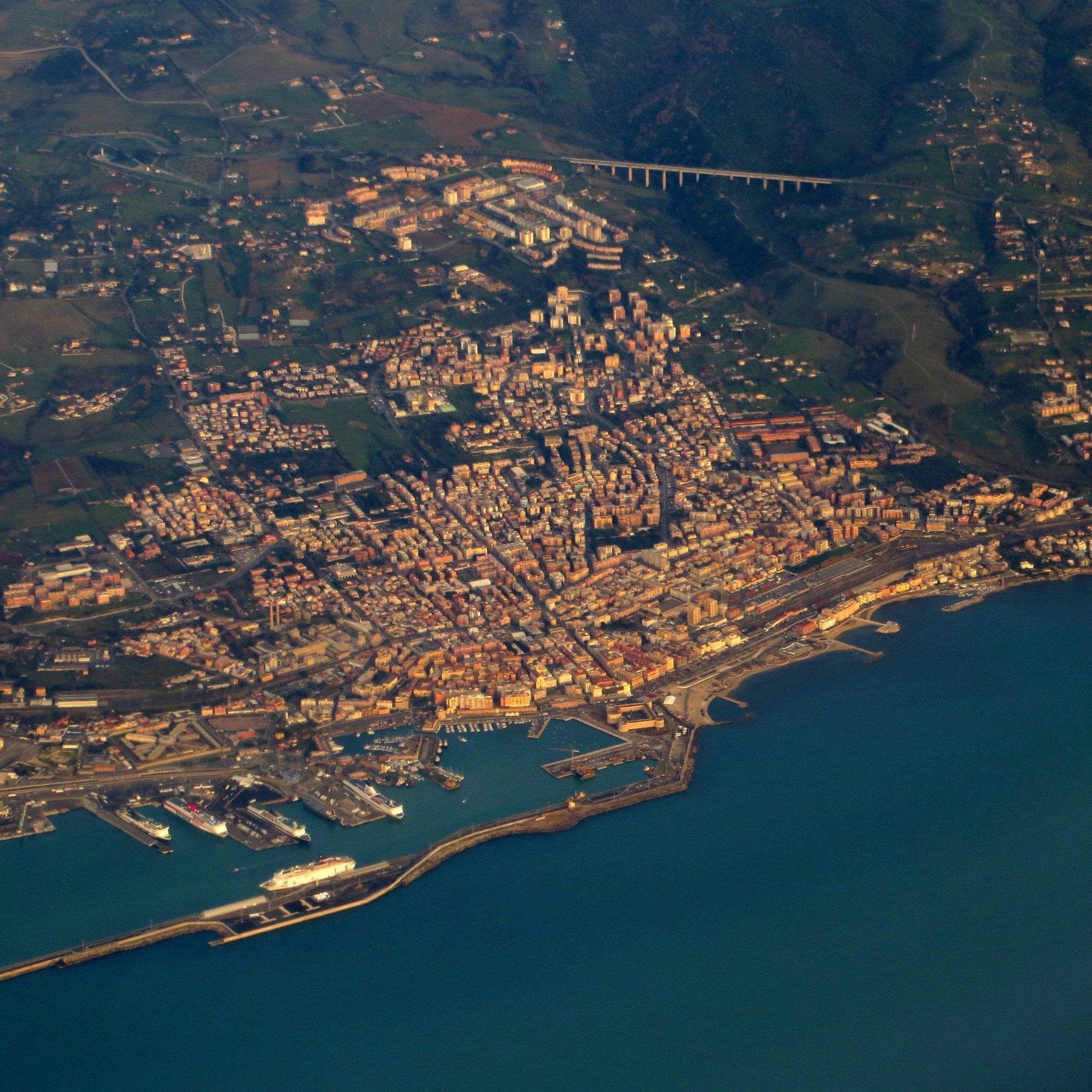
上空照

奇维塔韦基亚（義大利語：Civitavecchia，義大利語發音：[ˌtʃivitaˈvɛkkja]）是意大利拉齐奥大区罗马首都广域市的一个市镇，位于第勒尼安海沿岸，面积71平方公里，人口50,891人（2004年）。

## 友好城市
- 意大利阿梅利亚
- 巴勒斯坦伯利恒
- 日本石卷市
- 中国南通
- 蒙特內哥羅蒂瓦特
- 中国济南